# Pseudomorychus
Pseudomorychus – rodzaj chrząszczy z rodziny otrupkowatych i podrodziny Byrrhinae. Obejmuje dwa opisane gatunki. Zamieszkują południowo-wschodnią Australię.

## Morfologia
Chrząszcze o podługowato-owalnym do prawie jajowatego w zarysie ciele długości od 2,4 do 3,4 mm, najszerszym pośrodku lub za środkiem. Wierzch ciała ubarwienie ma czarne lub ciemnorudobrązowe, czasem częściowo metalicznie zielone czy żółtoczerwone, spód ciała i przydatki natomiast zwykle są rudobrązowe. Wierzch ciała porastają długie, półwzniesione, delikatne włoski żółte i krótsze, prawie przylegające włoski białe, spód zaś włoski krótkie i głównie przylegające.
Głowa jest nieco krótsza niż za oczami szeroka, silnie opadająca, o dość małych i niewyłupiastych oczach, nieznacznie zasłoniętych panewkach czułkowych, dość dużej wardze górnej z wyraźnym rowkiem poprzecznym u nasady i prawie ściętym lub szeroko zaokrąglonym szczytem. Zbudowane z jedenastu członów czułki wieńczy cztero- lub pięcioczłonowa buławka. Aparat gębowy dysponuje szerokimi, prawie trójkątnymi, trójzębnymi żuwaczkami z wyraźnymi listewkami grzbietowymi i bez moli, krótkimi i obrośniętymi szczecinkami żuwkami oraz wrzecionowatymi lub ściętymi u szczytu członami wierzchołkowymi głaszczków. Poprzeczną gulę wygraniczają odległe szwy gularne.
Przedplecze jest około dwukrotnie szersze niż dłuższe, najszersze u nasady, o przedniej krawędzi prawie ściętej lub szeroko zaokrąglonej, przednich kątach małych i prawie ostrych, krawędziach bocznych w przybliżeniu prostych i opatrzonych pełnymi listewkami, kątach tylnych ostrych lub prostych, a tylnej krawędzi nieco kątowo zagiętej lub dwukrotnie wykrojonej, zawsze niobrzeżonej i opatrzonej wyraźną listewką dodatkową u dołu. Tarczka ma średnie jak na otrupkowatego rozmiary. Trochę dłuższe niż szersze pokrywy mają lekko zaokrąglone na przedzie i mocniej zaokrąglone w tyle brzegi boczne, kanciaste barki, zaopatrzone w języczek wierzchołki i wąskie, nieznacznie na przedzie wklęśnięte, sięgające nieco za tylne biodra podgięcia. Tylne skrzydła są dobrze wykształcone, prawie trzykrotnie dłuższe niż szersze.
Podgięcia przedplecza mają przeciętnych rozmiarów wciski na przydatki. Przedpiersie ma część przedbiodrową lekko sklepioną, opatrzoną parą rowków na czułki i wciskiem na głowę. Wyrostek przedpiersia ma boki równoległe lub lekko ku tyłowi zbieżne, a szczyt ścięty lub szeroko zaokrąglony. Panewki przednich bioder są mocno poprzeczne, szeroko od wewnątrz i zewnątrz otwarte, a same biodra dwukrotnie dłuższe od przedbiodrowej części przedpiersia, walcowate, z odsłoniętymi krętarzykami i małymi płytkami o ząbkowatych wyrostkach. Mocno poprzeczne śródpiersie ma krótki, szeroki i na szczycie wykrojony wyrostek międzybiodrowy. Środkowe biodra są lekko poprzeczne, o odsłoniętych krętarzykach i słabo zaznaczonych płytkach. Dość krótkie zapiersie żłobią dobrze wykształcone linie zabiodrowe.
Stosunkowo krótkie odnóża mają uda z co najwyżej słabymi wciskami do chowania goleni, golenie nieznacznie poszerzone w odsiebnej ⅓ oraz zaopatrzone w długie włoski i kilka kolcowatych szczecin na krawędziach zewnętrznych, jak i w parę ostróg na szczycie, a pięcioczłonowe stopy (czwarty człon zredukowany) zwieńczone niezmodyfikowanymi pazurkami. 
Długość odwłoka wynosi 4/5 jego szerokości u nasady. Na jego spodzie widać pięć sternitów, z których pierwszy wypuszcza średniej długości, smukły, zaostrzony na przedzie wyrostek międzybiodrowy i ma parę lekkich wcisków przednio-bocznych do chowania tylnych odnóży, a ostatni jest tak długi jak dwa poprzednie razem wzięte i szeroko w tyle zaokrąglony. Edeagus samca cechuje się niesymetryczną, silnie poprzeczną, zaopatrzoną w prawie ścięty płat nasadowy fallobazą, nierozbieżnymi, stopniowo ku prawie ostrym szczytom zwężonymi paramerami oraz smukłym, na szczycie zwężonym ku końcowi i głęboko wciętym płatem środkowym (prąciem). Samica ma 1,3 raza dłuższe niż szersze pokładełko o wydłużonych i prawie walcowatych płatach odsiebnych z wierzchołkowo umieszczonymi, co najwyżej przeciętnie zesklerotyzowanymi gonostylikami.

## Rozprzestrzenienie
Owady australijskie, znane z Australii Południowej, Nowej Południowej Walii, Australijskiego Terytorium Stołecznego, Wiktorii i Tasmanii.

## Taksonomia
Rodzaj ten wprowadzony został w 2013 roku przez Johna F. Lawrence’a, Adama Ślipińskiego, Olafa Jägera i Andreasa Pütza na łamach „Zootaxa”. Nadana mu nazwa nawiązuje do rodzaju Morychus. Gatunkiem typowym wyznaczono Byrrhus torrensensis.
Do rodzaju należą dwa opisane gatunki:
- Pseudomorychus mixtus (Lea, 1907)
- Pseudomorychus torrensensis (Blackburn, 1889)